# Dubh Lochain
Dubh Lochain (schottisch-gälisch: „Kleiner schwarzer See“) ist ein Süßwassersee in der schottischen Council Area Highland beziehungsweise in der traditionellen Grafschaft Inverness-shire.

## Beschreibung
Der See liegt auf einer Höhe von 124 Metern über dem Meeresspiegel in einer äußerst dünn besiedelten Region des historischen Distrikts Lochaber. Südlich erhebt sich der 713 Meter hohe Druim Fada, nordwestlich der 618 Meter hohe Beinn Clachach. Seine Ufer sind unbesiedelt. Die nächstgelegene Siedlung ist der vier Kilometer westlich am Loch Hourn gelegene Corran. Dubh Lochain ist nicht durch Straßen erschlossen. Entlang des Nordufers verläuft ein unbefestigter Stichweg. Die nächstgelegene befestigte Straße verläuft vier Kilometer westlich bei Corran.
Der Dubh Lochain besteht aus zwei nebeneinanderliegenden Seen, die über einen kurzen Bach miteinander verbunden sind. Inklusive des zwischenliegenden Landstücks weist er eine maximale Länge von 1,3 Kilometern bei einer maximalen Breite von 0,32 Kilometern auf, woraus sich eine Seefläche von zwölf Hektar und ein Umfang von zwei Kilometern ergeben. Die mittlere Tiefe des Dubh Lochain beträgt 5,1 Meter, woraus ein Volumen von 618.842 Kubikmetern resultiert. Sein Einzugsgebiet umfasst 2023 Hektar und besteht zu etwa 69 % aus Heide- und Graslandschaften, während Grundwasser nur 0,7 % des Zuflusses ausmacht. Das Einzugsgebiet erstreckt sich im Wesentlichen nach Norden und Osten. Am Ostufer mündet der Abhainn Glen Dubh Lochain in den östlichen Seeteil. Vom Westufer des westlichen Seeteils fließt der Arnisdale ab, der bei Corran in den Loch Hourn, einen Meeresarm am Sound of Sleat, mündet.